# Secretaría de Gobernación (México)
La Secretaría de Gobernación (Segob, oficialmente SEGOB) es una de las veintiún secretarías de Estado que, junto con la Consejería Jurídica del Ejecutivo Federal y la Agencia de Transformación Digital y Telecomunicaciones, conforman el gabinete legal del presidente de México. Es el despacho del poder ejecutivo federal con funciones de ministerio del Interior. 
Tiene a su cargo coordinar al resto del gabinete y a sus componentes para el cumplimiento de los lineamientos establecidos por el presidente; vigilar el cumplimiento de los preceptos constitucionales; entregar las propuestas de ley y el informe de gobierno por escrito al Congreso de la Unión en representación del titular del ejecutivo; divulgar a través del Diario Oficial de la Federación, y otros medios de información, el contenido de las normatividades que emanen de los tres poderes de la unión; atender los asuntos de política interior conduciendo las relaciones del Poder Ejecutivo con las cámaras de Senadores y Diputados, el Poder Judicial, los gobiernos de las entidades federativas, las autoridades municipales, los órganos autónomos, y las agrupaciones políticas y de la sociedad civil; administrar las islas bajo jurisdicción federal; y diseñar, planear, ejecutar y coordinar las políticas públicas en materia de protección civil, seguridad pública, prevención social del delito, reinserción social, migración, instituciones de culto, juegos y sorteos, contenidos en medios de difusión y entretenimiento, población, interculturalidad e inclusión social.
Su más directo antecedente fue la Secretaría de Estado y del Despacho de Relaciones Exteriores e Interiores, fundada el 8 de noviembre de 1821. Fue hasta 1867 que adquirió su actual nombre, aunque durante la etapa de transición posrevolucionaria volvió a llamarse Departamento del Interior. Su titular, la Secretaria de Gobernación, es el cargo determinado por la constitución vigente para ocupar de manera provisional la Presidencia de la República, en caso de falta temporal o absoluta del titular del poder ejecutivo.

## Logotipos

Logotipo durante la presidencia de Felipe Calderón (2006-2012)
Logotipo durante la presidencia de Enrique Peña Nieto (2012-2018)
Logotipo durante la presidencia de Andrés Manuel López Obrador (2018-2024)
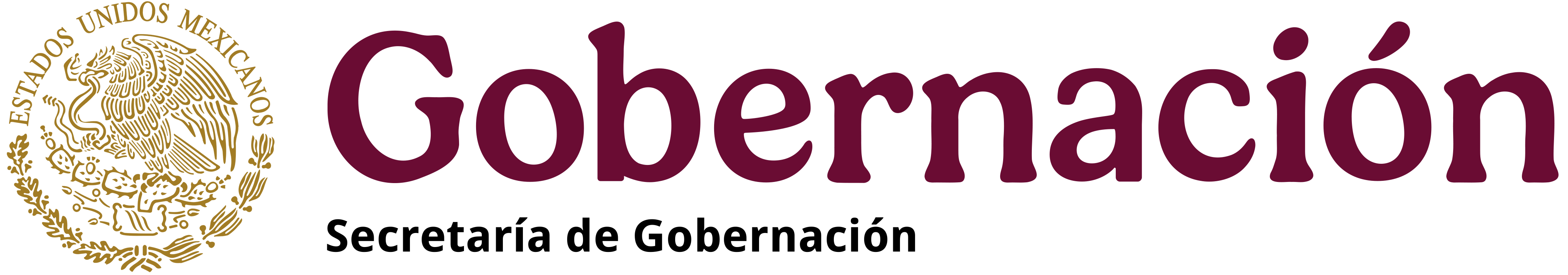
Logotipo durante la presidencia de Claudia Sheinbaum Pardo (2024-2030)

## Historia

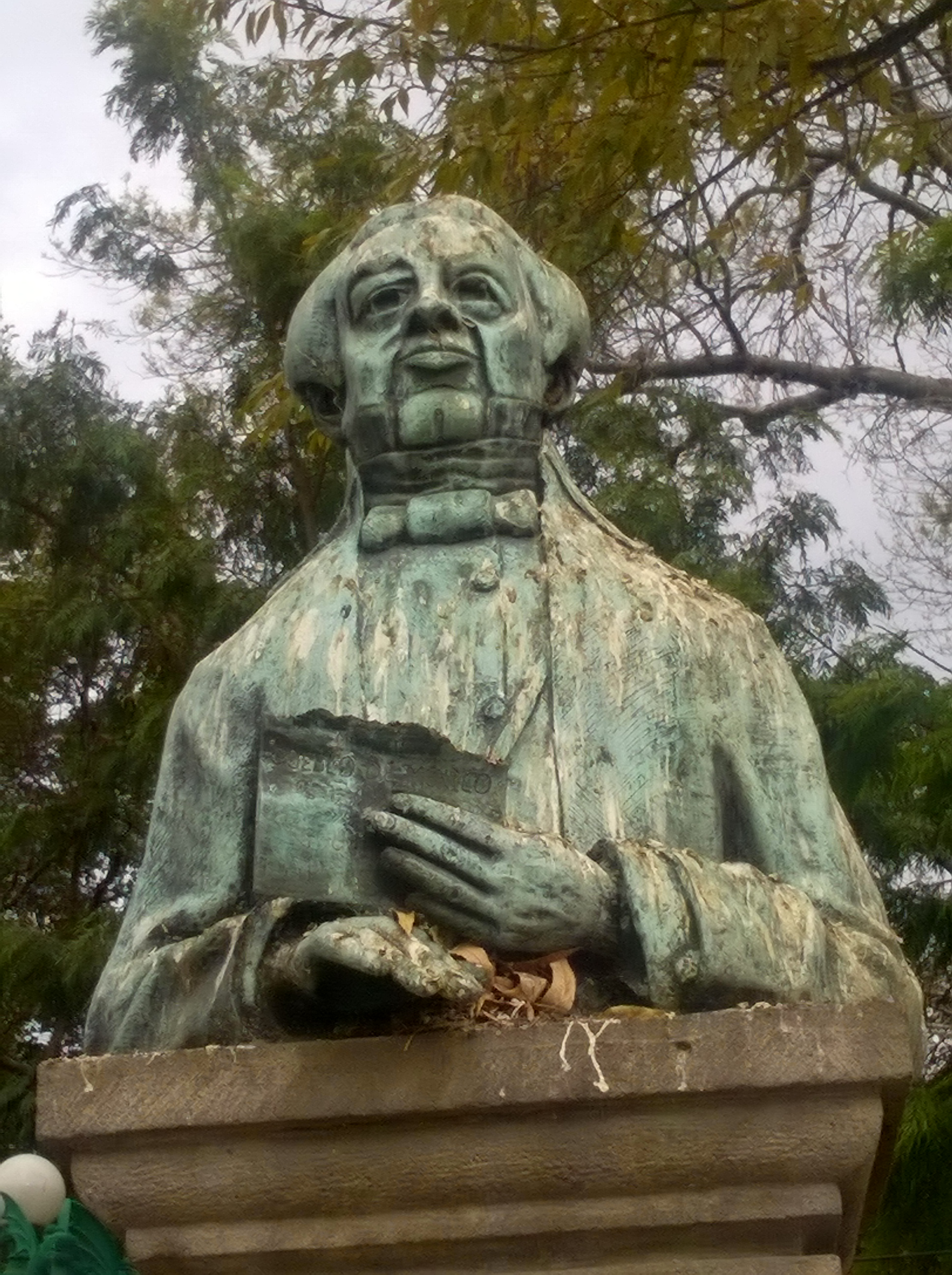
José Manuel de Herrera, primer titular del antecedente directo, el Ministerio de Interior y Exterior.

Desde que México devino en país independiente en 1821, los primeros gobiernos surgidos establecieron despachos de ministros para el mejor ejercicio del gobierno. El primer modelo de gobierno elegido por los mexicanos fue el de régimen monárquico durante el periodo conocido como Primer Imperio Mexicano. En tal régimen se crearon cuatro dependencias administrativas conocidas como "Secretarías del Estado y del Despacho", dichas secretarías fueron: 
- I) Del Interior y de Relaciones Exteriores
- II) De Justicia y Negocios Eclesiásticos
- III) De Hacienda
- IV) De Guerra y Marina.

La primera de ellas fue la primera entidad administrada del ministerio del interior en el México independiente. Dicha Secretaría del interior y de relaciones exteriores tenía como funciones:

«todas las relaciones diplomáticas de las cortes extranjeras; así como de la Dirección de Correos, de las composiciones de caminos, calzadas, puentes y demás [...] y de todo aquello que sea puramente de Estado.»
Reglamento Provisional de la Regencia. 18 de noviembre de 1821.

Con el cambio de modelo político al republicano México conservó la estructura de Secretarías de Estado que en algunas reglamentaciones fueron llamados indistintamente "secretarías" o "ministerios". En 1836 con las Siete Leyes la función de relaciones exteriores se separó de la de gobierno interno quedando está encargada a un Ministro del Interior, pero las funciones volvería a coincidir en una sola entidad administrativa.
Antonio López de Santa Anna retomó el modelo de separación entre funciones internas y externas, creando nuevamente dos secretarías, una para cada función. En 1856 esta figura administrativa cambiaría su nombre por el de Ministerio de Gobernación que luego con Juárez sería la Secretaría de Estado y del Despacho de Gobernación.
Después de la revolución mexicana, con la creación de la Constitución de 1917 y tras ser por un breve periodo el Departamento del Interior de la Secretaría de Estado, el 25 de diciembre de 1917, se crea con dicha denominación la Secretaría de Gobernación, siendo su primer titular Manuel Aguirre Berlanga.

## Funciones
Según la ley Orgánica de la Administración Pública Federal en su  Artículo 27 le corresponde el despacho de las siguientes funciones:

- I. Formular y conducir la política interior que competa al Ejecutivo Federal y no se atribuya expresamente a otra dependencia; fomentar el desarrollo político; contribuir al fortalecimiento de las instituciones democráticas; promover la formación cívica y la participación ciudadana, salvo en materia electoral; facilitar acuerdos políticos y consensos sociales para que, en los términos de la Constitución y las leyes, se mantengan las condiciones de unidad nacional, cohesión social, fortalecimiento de las instituciones de gobierno y gobernabilidad democrática;
- II. Coordinar a los Secretarios de Estado y demás funcionarios de la Administración Pública Federal para garantizar el cumplimiento de las órdenes y acuerdos del titular del Ejecutivo Federal y por acuerdo de éste, convocar a las reuniones de gabinete; acordar con los titulares de las Secretarías de Estado, órganos desconcentrados y entidades paraestatales las acciones necesarias para dicho cumplimiento, y requerir a los mismos los informes correspondientes;
- III. Conducir, siempre que no esté conferida esta facultad a otra Secretaría, las relaciones del Poder Ejecutivo con los demás Poderes de la Unión, con los órganos constitucionales autónomos, con los gobiernos de las entidades federativas y de los municipios y con las demás autoridades federales y locales, así como rendir las informaciones oficiales del Ejecutivo Federal. Asimismo, conducir, en el ámbito de su competencia, las relaciones del Poder Ejecutivo con los partidos políticos, organizaciones sociales y demás instituciones de la sociedad civil. Los titulares de las unidades de enlace legislativo de las demás dependencias y entidades de la Administración Pública Federal serán designados por el Secretario de Gobernación y estarán adscritos administrativa y presupuestalmente a la Secretaría o dependencia respectiva;
- IV. Garantizar el carácter laico del Estado mexicano; conducir las relaciones entre el Estado y las iglesias o agrupaciones religiosas, así como vigilar y hacer cumplir las disposiciones constitucionales y legales en esta materia;
- V. Formular y conducir la política migratoria y de movilidad humana, así como vigilar las fronteras del país y los puntos de entrada al mismo por tierra, mar o aire, garantizando, en términos de ley, la libertad de tránsito, en coordinación con las demás autoridades competentes;
- VI. Formular y conducir la política de población e interculturalidad, operar la Secretaría Técnica del Consejo Nacional de Población, por conducto de la unidad administrativa que determine su reglamento interior, y el servicio nacional de identificación personal, así como compartir la información de dicho sistema con las autoridades competentes, en términos de las disposiciones jurídicas aplicables;
- VII. Vigilar el cumplimiento de los preceptos constitucionales por parte de las autoridades del país; coordinar, en vinculación con las organizaciones de la sociedad civil, la promoción y defensa de los derechos humanos y dar seguimiento a la atención de las recomendaciones que emitan los organismos competentes en dicha materia, así como dictar las medidas administrativas necesarias para tal efecto;
- VII Bis. Formular y coordinar la política de prevención social del delito, cultura de paz y de legalidad, mediante programas que refuercen la inclusión social y la igualdad, estrategias y acciones que contribuyan a prevenir y eliminar la discriminación o vulnerabilidad de grupos sociales, así como diseñar e instrumentar programas para la atención integral a víctimas y coadyuvar en la celebración de acuerdos de colaboración con otras instituciones del sector público y privado;
- VII Ter. Crear e implementar en forma permanente una página electrónica de consulta pública en la cual se registren los datos de las personas reportadas como desaparecidas en todo el país, así como establecer otra para los casos de mujeres y niñas; ambas plataformas tendrán como fin que la población en general contribuya con información sobre la localización de las personas desaparecidas;
- VII Quáter. Elaborar y ejecutar los programas de reinserción social y apoyo a las personas que hayan cumplido con su sentencia y sean puestas en libertad;
- VII Quinquies. Proponer y ejecutar las acciones tendientes a asegurar la coordinación nacional entre la Federación, la Ciudad de México, los estados y los municipios, en el ámbito del Consejo Nacional de Seguridad Pública, para diseñar e instrumentar la política orientada a la construcción de la paz en el país;
- VIII. En el ámbito de su competencia, elaborar e instrumentar la normatividad aplicable, conforme a la Constitución y las leyes, en materia de comunicación social del Gobierno Federal y las relaciones con los medios masivos de información; administrar, salvo lo establecido en las leyes electorales, el tiempo de que dispone el Estado en radio y televisión; así como autorizar, supervisar y evaluar los programas de comunicación social y publicidad de las dependencias y entidades de la Administración Pública Federal;
- VIII Bis. Coordinar al órgano administrativo desconcentrado encargado de documentar las actividades públicas de la persona titular del Ejecutivo Federal, mediante la producción de programas informativos y especiales, para su difusión en los medios electrónicos de comunicación, así como atender las solicitudes de la Oficina de la Presidencia de la República y de la Secretaría de Gobernación;
- IX. Vigilar que las publicaciones impresas y las transmisiones de radio y televisión, así como las películas cinematográficas y los videojuegos, se mantengan dentro de los límites del respeto a la vida privada, a la paz y moral pública y a la dignidad personal, y no ataquen los derechos de terceros, ni provoquen la comisión de algún delito, perturben el orden público o sean contrarios al interés superior de la niñez;
- X. Tramitar lo relativo a la aplicación del artículo 33 de la Constitución;
- XI. Administrar las islas de jurisdicción federal, salvo aquellas cuya administración corresponda, por disposición de ley, a otra dependencia o entidad de la Administración Pública Federal. En las islas a que se refiere esta fracción regirán las leyes federales y los tratados, y serán competentes para conocer de las controversias que en ellas se susciten los tribunales federales con mayor cercanía geográfica;
- XII. Diseñar e instrumentar programas anuales, previo diagnóstico a los ayuntamientos, para la asesoría, capacitación y formación de sus integrantes, así como de los funcionarios municipales, con el fin de contribuir a su profesionalización y al desarrollo institucional de los municipios;
- XIII. Auxiliar al Poder Judicial de la Federación, a la Fiscalía General de la República y a las correspondientes de las entidades federativas, cuando así lo requieran, para el debido ejercicio de sus funciones, así como a otras dependencias, entes públicos, entidades federativas, municipios y órganos constitucionales autónomos;
- XIV. Regular, autorizar y vigilar el juego, las apuestas, las loterías y rifas, en los términos de las leyes relativas;
- XV. Presentar ante el Congreso de la Unión las iniciativas de ley o decreto del Ejecutivo y, en su caso, comunicar el señalamiento formal del Presidente de la República del carácter preferente de hasta dos de las iniciativas, conforme a lo dispuesto por el artículo 71 de la Constitución;
- XVI. Administrar el Diario Oficial de la Federación y publicar las leyes y decretos del Congreso de la Unión, de alguna de las dos Cámaras o de la Comisión Permanente y los reglamentos que expida el Presidente de la República, en términos de lo dispuesto en la fracción I del artículo 89 constitucional y el artículo 72 constitucional, así como las resoluciones y disposiciones que por ley deban publicarse en dicho medio de difusión oficial;
- XVII. Coordinar a los Talleres Gráficos de México para que proporcionen los servicios editoriales y de impresión que requieran las dependencias de la Administración Pública Federal y otros entes, públicos o privados, que lo soliciten, recibiendo las contraprestaciones respectivas por tales servicios;
- XVIII. Compilar y sistematizar las leyes, tratados internacionales, reglamentos, decretos, acuerdos y disposiciones federales, estatales y municipales, así como establecer el banco de datos correspondiente, con objeto de proporcionar información a través de los sistemas electrónicos de datos;
- XIX. Conducir las relaciones del Gobierno Federal con el Tribunal Federal de Conciliación y Arbitraje de los Trabajadores al Servicio del Estado;
- XX. Intervenir en los nombramientos, aprobaciones, designaciones, destituciones, renuncias y jubilaciones de servidores públicos que no se atribuyan expresamente por la ley a otras dependencias del Ejecutivo;
- XXI. Asistir en lo relativo al ejercicio de las facultades que otorgan a la persona titular del Ejecutivo Federal los artículos 96 y 100 de la Constitución Política de los Estados Unidos Mexicanos, respecto de la elección de las personas integrantes del Poder Judicial;
- XXII. Llevar el registro de autógrafos de los funcionarios federales, de los Gobernadores de los Estados y del jefe de gobierno de la Ciudad de México y legalizar las firmas de los mismos;
- XXIII. Fijar los calendarios oficial y cívico, y
- XXIV. Los demás que le atribuyan expresamente las leyes y reglamentos

## Organigrama
La estructura orgánica de la Secretaría de Gobernación está determinada por el Manual de Organización General:
- Secretario
  - Subsecretaría de Gobierno
    - Unidad de Política Interior y Análisis de Información
      - Dirección General de Análisis y Prospectiva para la Política Interior
      - Dirección General de Evaluación de Escenarios de Gobernabilidad

    - Unidad para la Atención de las Organizaciones Sociales
    - Unidad de Gobierno
      - Dirección General Regional Sureste
      - Dirección General Regional Centro y Noreste
      - Dirección General Regional Noroeste y Occidente
      - Dirección General de Enlace y Seguimiento

    - Unidad de Enlace
      - Dirección General de Información Legislativa
      - Dirección General de Estudios Legislativos

    - Unidad de Normatividad de Medios de Comunicación
      - Dirección General de Medios Impresos
      - Dirección General de Normatividad de Comunicación
      - Dirección General de Radio, Televisión y Cinematografía
      - Dirección General de Juegos y Sorteos

    - Unidad General de Asuntos Jurídicos
      - Dirección General de lo Consultivo y de Contratos y Convenios
      - Dirección General de lo Contencioso
      - Dirección General de Procedimientos Constitucionales

  - Subsecretaría de Derechos Humanos, Población y Migración
    - Unidad de Política Migratoria, Registro e Identidad de Personas
      - Dirección General del Registro Nacional de Población e Identidad

    - Unidad para la Defensa de los Derechos Humanos
      - Dirección General para la Protección de Personas Defensoras de Derechos Humanos y Periodistas
      - Dirección General de Política Pública de Derechos Humanos
      - Dirección General de Estrategias para la Atención de Derechos Humanos

    - Comisión para el Diálogo con los Pueblos Indígenas de México
    - Unidad de Apoyo al Sistema de Justicia
      - Dirección General para la Reconciliación y Justicia
      - Dirección General para el Fortalecimiento de los Tribunales Superiores y las Procuradurías Estatales

  - Subsecretaría de Desarrollo Democrático, Participación Social y Asuntos Religiosos
    - Unidad de Construcción de Ciudadanía y Participación Social
      - Dirección General de Construcción de Ciudadanía y Participación Social
      - Dirección General de Coordinación Interinstitucional

    - Unidad de Desarrollo Democrático
      - Dirección General de Cultura Democrática y Fomento Cívico
      - Dirección General de Vinculación con Organizaciones de la Sociedad Civil

    - Unidad de Asuntos Religiosos, Prevención y la Reconstrucción del Tejido Social
      - Dirección General de Asuntos Religiosos
      - Dirección General de Prevención Social del Delito y la Reconstrucción del Tejido Social

    - Unidad de Administración y Finanzas
      - Dirección General de Recursos Humanos
      - Dirección General de Recursos Materiales y Servicios Generales
      - Dirección General de Programación y Presupuesto
      - Dirección General de Tecnologías de la Información y Comunicaciones

### Órganos desconcentrados, administrativos y entidades
| Tipo                        | Organismo                                                                             |
| --------------------------- | ------------------------------------------------------------------------------------- |
| Organismos desconcentrados  | Instituto Nacional para el Federalismo y el Desarrollo Municipal (Inafed)             |
| Organismos desconcentrados  | Instituto Nacional de Migración (Inami)                                               |
| Organismos desconcentrados  | Comisión Nacional para Prevenir y Erradicar la Violencia contra las Mujeres (Conavim) |
| Organismos desconcentrados  | Comisión Nacional de Búsqueda de Personas (CNB)                                       |
| Organismos desconcentrados  | Consejo Nacional de Población (Conapo)                                                |
| Organismos desconcentrados  | Coordinación para la Atención Integral de la Migración en la Frontera Sur (CAIMFS)    |
| Organismos desconcentrados  | Comisión Mexicana de Ayuda a Refugiados (Comar)                                       |
| Organismos desconcentrados  | Sistema Nacional de Protección Integral de Niñas, Niños y Adolescentes (Sipinna)      |
| Organismos descentralizados | Consejo Nacional para Prevenir la Discriminación (Conapred)                           |
| Organismos descentralizados | Talleres Gráficos de México                                                           |

### Domicilio
La Secretaría de Gobernación tiene su sede en la construcción conocida como Casa Cobián o Palacio de Cobián, antiguo domicilio del empresario algodonero español Feliciano Cobián Fernández del Valle.